# Santuario della Madonna della Ghianda
Alla Madonna della Ghianda (uno degli appellativi con cui la Chiesa cattolica venera Maria, madre di Gesù) è dedicato l'omonimo santuario del comune di Somma Lombardo, in provincia di Varese, edificato per ricordare un'apparizione mariana che sarebbe avvenuta nel XIII secolo.

## Storia

### Origine del culto

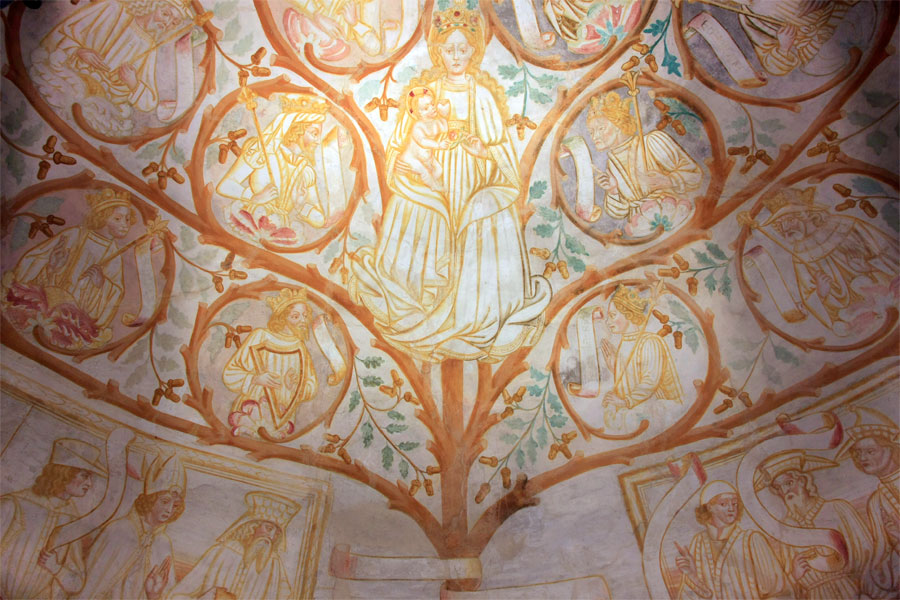
Affresco di Michelino da Besozzo nell'antica abside

Nel nome Madonna della Ghianda sono racchiuse le origini e il carattere popolare del culto mariano onorato nel Santuario: secondo la tradizione, nel XIII secolo, in un bosco poco distante dall'abitato di Mezzana, a una giovane sordomuta intenta a pascolare un piccolo gregge di pecore sarebbe improvvisamente apparsa una vivida luce fra i rami di una quercia, in cui si sarebbe manifestata un'immagine mariana che invitava la giovane a rientrare in paese e chiamare il padre affinché venisse in quel luogo.
Padre e figlia, accompagnati da altri paesani, ritornati nel bosco, non videro nulla, ma la successiva guarigione della fanciulla fu interpretata dai credenti come "prova" del miracolo. I fedeli vollero onorare il luogo dell'apparizione, ovvero la quercia o gianda, secondo la voce dialettale), costruendo un piccolo tempio intitolato alla Madonna detta perciò della ghianda.

### Il sito originario
I documenti in merito all'edificazione del santuario sono pochi e frammentari. Si può affermare che ebbe un'evoluzione scandita in tre tempi: da semplice cappelletta di campagna, a chiesa di piccole dimensioni, fino al Santuario progettato da Pellegrino Tibaldi. Lo storico sommese Ludovico Melzi (1837-1910) descrisse così il sito originario:

### Vicende medioevali
Goffredo da Bussero nel 1290 circa citò Mezana ecclesia Sanctae Mariae ed attestò quindi l'esistenza di una Chiesa di Santa Maria edificata già in quell'epoca. Inoltre vi sono due carte risalenti rispettivamente al XV ed al XVI secolo che elencano i beni e le prebende della prepositurale di Mezzana; in questi atti compare per la prima volta il toponimo uno vignolo che tocha la Giesa di Santa Maria Gianda, cioè un campo alla Madonna della Gianda.

### Vicende nel XVI secolo
Il prevosto mezzanese Giuseppe Selva, storico del santuario, in un'opera monografica (1936), citò una planimetria, inserita negli atti conservati all'archivio diocesano di Milano che probabilmente il Melzi non ebbe modo di consultare. Il disegno risale al 1570 e dalla grafia si potrebbe attribuire alla mano di Pellegrino Pellegrini, che giunse a Mezzana per un sopralluogo.
La planimetria è corredata dalle misure dell'epoca (sono indicate di seguito le antiche misure ed i valori attuali):
- latitudo ba 14 (Larghezza 8,33 m)
- longitudo ba 22 on 9 (Lunghezza 13,54 m)
- abside ba 9 on 9 (5,80 m)
- profondità abside ba 5 (2,97 m)
- apertura porta ba 2 on 6 (1, 49 m)

In seguito, lo storico aggiunse:
La forma del santuario, così come è riportata dai documenti, è stata confermata dagli scavi compiuti nel 1935/36 per il rinnovo della pavimentazione, lavori che hanno portato alla scoperta delle fondamenta primitive e attestato le dimensioni che aveva il santuario antico. Il Selva, testimone oculare dei fatti, riportò nel Liber Chronicon questa annotazione:

### Atti delle visite pastorali di Carlo Borromeo
Non vi sono altri documenti che permettano di seguire le vicende del santuario in maniera organica e meglio argomentata. Si sa che, nel corso dei decenni successivi, la chiesa dovette avere certamente una grande importanza per i fedeli locali, cosa che si desume chiaramente dalle relazioni compilate durante le visite pastorali di padre Leonetto da Clusone e di Carlo Borromeo, avvenute rispettivamente nel 1566 e del 1570. L'8 ottobre 1566, per ordine di Carlo Borromeo, il padre gesuita Leonetto Chiavone visitò a Mezzana le chiese di Santo Stefano, Sant'Antonino, San Giovanni Battista (battistero demolito negli anni '50 del secolo scorso), San Rocco (pure demolito negli anni '30) ed infine la chiesetta della Madonna della Ghianda; dopo avere visitato il santuario, stilò queste osservazioni:
Riferì dunque di un luogo di culto dall'aspetto semplice con un solo altare, senza campane né campanile: una modesta chiesa dedicata alla Madonna. Un'immagine più suggestiva emerge dagli atti della visita del Borromeo avvenuta il 22 giugno 1570: una breve nota descrive il rito che si compie la prima domenica di ogni mese, prima della messa che si celebra al santuario.
Il 15 luglio dello stesso anno, il cardinale inviò al prevosto di Mezzana per iscritto le proprie ordinazioni:
In seguito i lavori vennero realmente eseguiti e ne abbiamo prova nel resoconto del vicario foraneo che risale al 1570 e che si riporta di seguito:

## Il processo per i miracoli
Presso l'archivio prepositurale di Mezzana per molti anni si è custodito un manoscritto, in foglio, di 54 pagine: si tratta del resoconto di un'inchiesta minuziosa, ordinata dallo stesso Carlo Borromeo e compiuta a Mezzana, in merito alle grazie e ai miracoli che si diceva fossero avvenuti dinanzi alla Madonna della Ghianda.
Il processo ebbe una notevole importanza, tanto è vero che nei resoconti di due visite pastorali si annota la presenza di questi atti: nel 1745 un visitatore riferiva:
Nel 1750 il cardinale Giuseppe Pozzobonelli annotava
Gli atti sono datati 20 maggio 1581 e sono raccolti nel fascicolo Mezzana vol. III sotto il titolo Informationes super miraculis B. Virginis Mariae della da Mezanae sumptae anno 1581.
Il manoscritto si apre con una lettera dell'arcivescovo, indirizzata a Domenico Ferro, canonico della Metropolitana di Milano, e Pietro Francesco Cattaneo, canonico di San Nazzaro in Brolo.
Vi si legge:
Cum ad aures nostras devenerit, in loco Mezanae nostrae Mediolanensis Diocesis, ad Imaginem BVM noncupatae, a nonnullis diebus citra magnum fieri concursum populi sub eo praetextu, quod aliquot ibi edita fuerint, et in dies edantur miracula; volentes ea qua possumus diligentia et sollicitudine, quemadmodum tum ex Sacri Tridentini, tum ex nostris in Concilio Provinciali decretis tenemur, de ipsorum miraculorum veritate inquirere; vobis, de quorum solertia, pietate et fide plurimum confidimus, committimus et mandamus, ut ad locum suprascriptum accedatis, assumpto vobiscum aliquo Notario, omni diligentia et indagine, de praemissis informatione assumatis, et ad nos referatis, ut quid deincps sentiendum sit, cum Theologorum, et aliorum piorum virorum consilio deliberare valeamus.
Dantes vobis harum serie facultatem, quascumque cuiuscunque gradus et conditionis personas ad perhibendum super praemissis veritas testimonium omnibus remediis de iure opportunis cogendi, ac interim etiam populi concursum, quatenus vobis exedire videatur, etiam per censuras ecclesiasticas prohibendi, ac reprimendi, alique faciendi, gerendi, et exequendi, quae in praemissis, et circa ea necessaria fuerint, seu quomodolibet opportuna.»
Dal documento emergono degli elementi interessanti che inducono ad alcune considerazioni:
- la nomina dei delegati arcivescovili avvenne per ordinazione del vescovo e questo documento riveste una certa importanza perché, per la prima volta, la formula compare in forma istituzionalizzata;
- si nota la severità con la quale la Chiesa si comporta nei confronti di queste forme di devozione popolare: è un elemento importante, costitutivo della virata “epuratrice” e rigorista, che i vescovi post-tridentini cercarono d'imporre alle proprie diocesi;
- il vescovo si preoccupò per l'eccessiva affluenza di popolo nel medesimo luogo, il Santuario: le adunanze spontanee e frequenti di folla erano viste con forte sospetto, ma soprattutto le norme canoniche imponevano di vietare l'afflusso senza una precisa verifica.

I delegati si recarono a Mezzana, ma non fecero avere subito notizie all'arcivescovo che, dopo un mese, il 1º luglio 1581, ordinò al proprio famigliare, don Giovanni Maria Mossio, di compiere una visita.
L'inchiesta dei canonici Ferro e Cattaneo, iniziata il 20 maggio 1581 continuò a varie riprese, alternandosi con quella di Mossio, delegato dell'arcivescovo fino all'ottobre del 1582.
I fatti ritenuti "miracolosi" che i canonici presero in esame furono una sessantina, le testimonianze sono attribuite ad individui abitanti di comuni anche abbastanza lontani da Mezzana: le grazie o i miracoli si riferiscono quasi tutti a guarigioni ottenute. Bisogna comunque premettere che un limite dei processi informativi è costituito dal fatto che possono deporre solo i testi che si trovano sul luogo al momento dell'apertura dell'inchiesta, o perché hanno appena ottenuta la grazia e si apprestano ad andarsene, o perché la ottengono mentre il processo si sta svolgendo ed allora si affrettano a venire a riferirla, così come possono venire a testimoniare coloro che non abitano in luoghi troppo distanti.
Il primo chiamato a deporre fu Antonio Visconti, fu Giovanni Battista, il quale narrò di un'infermità di suo figlio Andrea, di 5 anni, che, dopo una malattia, rimase muto per 23 mesi; le medicine non ebbero alcun giovamento, così egli fece voto di portare il bambino al santuario, per cinque mattine, davanti all'immagine della Madonna. La seconda mattina, il bambino, tornando a casa cominciò a parlare e prima della fine del voto guarì perfettamente. L'interrogato attestò che
Una deposizione molto circostanziata fu quella fatta dinanzi al delegato D. Gio. Battista Mossio, visitatore, da Giovanni de Batinidis di Magenta che il 26 luglio 1581, depose:
Dopo poi che io ebbi visitata questa Madonna benedetta, e portandomi per andare al logiamento in Mezzana, quando fui dinanzi a Santo Stefano (giesa prepositurale di quel luogo) mi parve che uno mi percuotesse con una bachetta nella schiena dov'era il male, e così mi drizzai come vedete, et cominciai a dire o Dio,o Dio!
(...) Dopo otto giorni tornai a quella Madonna portandole quella poca carità che avevo trovato e andai come dico sempre e tornai senza bastone ed il giorno che ebbi questa grazia quando tornai a Bienato camminavo di modo che un cavallo non mi avria tenuto dietro e confermo di aver avuto questa grazia alla Madonna, e se altrimenti fosse, non lo direi.»